# Markovići (Czarnogóra)
Markovići (cyr. Марковићи) – wieś w Czarnogórze, w gminie Budva. W 2011 roku liczyła 55 mieszkańców.